# Златният мустанг
Златният мустанг е международен фестивал за попфолк музика, организиран от телевизия MSAT и импресарска агенция „Интер шоу“. Провеждан е в периода 1999 – 2001 г. в Двореца на културата и спорта във Варна. Програмата е включвала представяне на нови песни в стил попфолк и на изпълнители с рецитали. На фестивала са раздавани и много награди.